# امبریرز
امبریرز (به فرانسوی: Ambrières) یک کامین در فرانسه است که در Canton of Saint-Remy-en-Bouzemont-Saint-Genest-et-Isson واقع شده‌است.

## خصوصیات
امبریرز ۱۰٫۰۷ کیلومترمربع مساحت و ۲۲۵ نفر جمعیت دارد و ۱۱۸ متر بالاتر از سطح دریا واقع شده‌است.